# Distretto di Uğurludağ
Il distretto di Uğurludağ (in turco Uğurludağ ilçesi) è uno dei distretti della provincia di Çorum, in Turchia.